# Bahnstrecke Cloppenburg–Landesgrenze
| Kursbuchstrecke: | 198 s (1939) 220 a (1944, 1946) 220 h (1950) |                                                                                           |                                                                                           |
| Streckenlänge: | 29,2 km                                      |                                                                                           |                                                                                           |
| Spurweite: | 750 mm (Schmalspur)                          |                                                                                           |                                                                                           |
| |                                              |                                                                                           |                                                                                           |
| \| \| 0,0 \| Cloppenburg ⊙ \| Cloppenburg ⊙ \| \| \| \| \| \| \| \| \| (Übergang zu den Strecken Cloppenburg–Ocholt, Oldenburg–Osnabrück und Vechta–Cloppenburg) \| \| \| \| \| \| \| \| \| 1,4 \| Cloppenburg Kleinbahnhof \| Cloppenburg Kleinbahnhof \| \| \| 2,4 \| Auf dem Berg \| Auf dem Berg \| \| \| 5,7 \| Agl. Ziegelei \| Agl. Ziegelei \| \| \| 6,3 \| Stapelfeld \| Stapelfeld \| \| \| 9,7 \| Kneheim-Nieholte \| Kneheim-Nieholte \| \| \| 11,3 \| Nieholter Mühle-Matrum \| Nieholter Mühle-Matrum \| \| \| 13,1 \| Schnelten \| Schnelten \| \| \| 16,5 \| Lastrup ⊙ \| Lastrup ⊙ \| \| \| 18,8 \| Groß-Roscharden \| Groß-Roscharden \| \| \| \| Südradde \| \| \| \| 21,5 \| Kleinen Ging \| Kleinen Ging \| \| \| 23,5 \| Stühlenfeld \| Stühlenfeld \| \| \| 24,6 \| Lindern \| Lindern \| \| \| 27,6 \| Auen \| Auen \| \| \| 29,2 \| Landesgrenze ⊙ \| Landesgrenze ⊙ \| |                                              |                                                                                           |                                                                                           |
| Kopfbahnhof Streckenanfang (Strecke außer Betrieb) | 0,0                                          | Cloppenburg ⊙                                                                             | Cloppenburg ⊙                                                                             |
| |                                              |                                                                                           |                                                                                           |
| Strecke (außer Betrieb) |                                              | (Übergang zu den Strecken Cloppenburg–Ocholt, Oldenburg–Osnabrück und Vechta–Cloppenburg) | (Übergang zu den Strecken Cloppenburg–Ocholt, Oldenburg–Osnabrück und Vechta–Cloppenburg) |
| |                                              |                                                                                           |                                                                                           |
| Bahnhof (Strecke außer Betrieb) | 1,4                                          | Cloppenburg Kleinbahnhof                                                                  | Cloppenburg Kleinbahnhof                                                                  |
| Haltepunkt / Haltestelle (Strecke außer Betrieb) | 2,4                                          | Auf dem Berg                                                                              | Auf dem Berg                                                                              |
| Abzweig geradeaus und von links (Strecke außer Betrieb) | 5,7                                          | Agl. Ziegelei                                                                             | Agl. Ziegelei                                                                             |
| Bahnhof (Strecke außer Betrieb) | 6,3                                          | Stapelfeld                                                                                | Stapelfeld                                                                                |
| Bahnhof (Strecke außer Betrieb) | 9,7                                          | Kneheim-Nieholte                                                                          | Kneheim-Nieholte                                                                          |
| Bahnhof (Strecke außer Betrieb) | 11,3                                         | Nieholter Mühle-Matrum                                                                    | Nieholter Mühle-Matrum                                                                    |
| Bahnhof (Strecke außer Betrieb) | 13,1                                         | Schnelten                                                                                 | Schnelten                                                                                 |
| Bahnhof (Strecke außer Betrieb) | 16,5                                         | Lastrup ⊙                                                                                 | Lastrup ⊙                                                                                 |
| Bahnhof (Strecke außer Betrieb) | 18,8                                         | Groß-Roscharden                                                                           | Groß-Roscharden                                                                           |
| Brücke über Wasserlauf (Strecke außer Betrieb) |                                              | Südradde                                                                                  | Südradde                                                                                  |
| Bahnhof (Strecke außer Betrieb) | 21,5                                         | Kleinen Ging                                                                              | Kleinen Ging                                                                              |
| Bahnhof (Strecke außer Betrieb) | 23,5                                         | Stühlenfeld                                                                               | Stühlenfeld                                                                               |
| Bahnhof (Strecke außer Betrieb) | 24,6                                         | Lindern                                                                                   | Lindern                                                                                   |
| Haltepunkt / Haltestelle (Strecke außer Betrieb) | 27,6                                         | Auen                                                                                      | Auen                                                                                      |
| Kopfbahnhof Streckenende (Strecke außer Betrieb) | 29,2                                         | Landesgrenze ⊙                                                                            | Landesgrenze ⊙                                                                            |

Die Bahnstrecke Cloppenburg–Landesgrenze war eine 750-mm-Schmalspurbahn im heutigen Niedersachsen. Die Strecke wurde in drei Abschnitten von 1900 bis 1903 eröffnet. Der Name des Endbahnhofs Landesgrenze bezieht sich auf die Grenze zwischen dem Großherzogtum Oldenburg und Preußen.
Der Verkehr beschränkte sich hauptsächlich auf den Transport landwirtschaftlicher Produkte und blieb während der Betriebszeit stets bescheiden, unter anderem weil der geplante Lückenschluss zur Bahnstrecke Lathen–Werlte der Hümmlinger Kreisbahn nicht erfolgte. Der Verkehr wurde 1953 eingestellt und die Strecke anschließend abgebaut.

## Geschichte

### Vorgeschichte und Bau
Das Oldenburger Münsterland war bis weit ins 19. Jahrhundert eine äußerst unfruchtbare Region mit sumpfigen und kargen Böden. So wurde das Gebiet bahntechnisch vorerst nicht erschlossen, lediglich die 1875/76 eröffnete Bahnstrecke Oldenburg–Osnabrück und die 1888 eröffnete Strecke Essen–Löningen berührten die Region am Rand. Ende des 19. Jahrhunderts war aber Kunstdünger großflächig verfügbar, sodass es bereits in den 1880er Jahren ernsthafte Versuche für einen Bahnbau gab, der von Anfang an als Schmalspurbahn ausgeführt werden sollte. Zunächst konnten aber keine Erfolge erreicht werden, erst als 1898 die Hümmlinger Kreisbahn eröffnet wurde, kam wieder Bewegung in die Sache.
Ein „Bahnverein“ wurde 1898 gegründet, indem sich die anliegenden Gemeinden zusammenschlossen. Obwohl für einen Kleinbahnbau vorerst noch die gesetzliche Grundlage fehlte (erst 1902 wurde ein entsprechendes Gesetz von Oldenburg erlassen), erhielt der Verein am 31. Dezember 1898 die Betriebsgenehmigung für eine Schmalspurbahn von Cloppenburg über Lastrup nach Kleinen Ging. Der Bahnbau, der mit 400.000 Mark veranschlagt war, begann 1899. Einen Teil der Kosten übernahm das Großherzogtum Oldenburg. Am 1. Januar 1900 wurde die Strecke Cloppenburg–Kleinen Ging eröffnet. Allerdings lag die Station Kleinen Ging fernab jeder größeren Ansiedlung, da die nächste größere Ortschaft Lindern sich zuerst nicht am Bahnbau beteiligen wollte. Schon kurz nach der Eröffnung erkannte man in Lindern die Vorteile eines Eisenbahnanschlusses und trat dem Bahnverein bei. Dieser wollte daraufhin die Strecke bis Werlte an die Hümmlinger Kreisbahn verlängern. Vorerst wurde aber nur der Abschnitt Kleinen Ging–Lindern gebaut und am 1. November 1900 in Betrieb genommen.
Problematisch für die Verlängerung nach Werlte war die Grenze zwischen dem Großherzogtum Oldenburg und Preußen. Zudem hatte die Hümmlinger Kreisbahn kein Interesse an einem Weiterbau, da man befürchtete, dass die Verbindung Verkehr von der eigenen Bahn abziehen könnte. So wurde im Mai 1902 vorerst nur der Weiterbau bis zur Landesgrenze in Angriff genommen. Eröffnet wurde dieses Teilstück am 1. Februar 1903, es kostete insgesamt etwa 500.000 Mark. Für die Reisenden verschlechterte sich allerdings mit der Streckenverlängerung der Verkehr, da die Postverbindung zwischen Lindern und Werlte ersatzlos entfiel. Sie mussten nun die 2½ km zwischen dem Bahnhof Landesgrenze und Werlte zu Fuß zurücklegen.

### Betrieb
Die Strecke gehörte bis 1939 dem Bahnverband Cloppenburg an, den die Gemeinden Cloppenburg und Lastrup gegründet hatten. Der Kreis Cloppenburg übernahm 1939 die Bahn als Eigenbetrieb. Hauptzweck der Bahn war der Transport landwirtschaftlicher Güter. Der Personenverkehr erlebte nur in den Kriegs- und Nachkriegsjahren einen gewissen Aufschwung.

### Stilllegung
Der Personenverkehr wurde am 15. Oktober 1950 eingestellt. Allerdings wurde auch fortan immer ein Personenwagen in den Güterzügen als Bremswagen mitgenommen. So wurden 1951 auch Personen befördert, bevor der täglich verkehrende Güterzug 1952 wieder als Güterzug mit Personenbeförderung im Fahrplan enthalten war. Fahrzeiten von etwa zwei Stunden machten aber die Verbindung völlig unattraktiv, sodass am 30. September 1952 diese Verbindung wieder entfiel. Der Güterverkehr – weiterhin mit Personenwagen als Bremswagen – wurde noch bis ins Frühjahr 1953 fortgeführt. Am 15. April 1953 wurde aufgrund der geringen Beförderungsleistungen der verbliebene Güterverkehr letztmals durchgeführt. Offiziell stillgelegt wurde die Strecke am 3. Juli 1953. Nach der Stilllegung wurde die Strecke zeitnah restlos abgebaut und die Fahrzeuge, bis auf wenige an die Kleinbahn Philippsheim–Binsfeld verkaufte Wagen, vor Ort verschrottet.